# Акманов, Ирек Гайсеевич
Ирек Гайсеевич Акманов (баш. Ирек Ғайса улы Аҡманов, род. 19 августа 1933) — советский и российский историк, доктор исторических наук (1981), профессор (1985).

## Биография
Родился 19 августа 1933 года в деревне Рыскулово Зианчуринского района Башкирской АССР.
В 1957 году окончил исторический факультет Московского государственного университета им. М. В. Ломоносова.
С 1957 года является сотрудником кафедры истории СССР (ныне Отечественной истории) Башкирского государственного университета (ныне Уфимский университет науки и технологий).
С 1962 года — преподаватель, а с 1982 года по 2005 год — был заведующим данной кафедры.
В 1963 году защитил кандидатскую диссертацию «Башкирское восстание 1704—1711 гг.», а в 1981 году в МГУ — докторскую диссертацию «Башкирия в составе Российского государства в XVII — первой половине XVIII века : социально-экономическое развитие и борьба башкир против феодального и национального гнета».
В 1981—1986 гг. занимал пост декана исторического факультета Башкирского государственного университета (ныне Уфимский университет науки и технологий).
Являлся действительным членом Международной Академии ТЮРКСОЙ и Российской гуманитарной академии.
Сын Айтуган (род. 1966) — историк, член-корреспондент Академии наук РБ.

## Научная деятельность
Основное направление научных исследований — история социально-экономического развития и башкирских восстаний в XVII—XVIII вв. Он является автором свыше 250 научных работ и 10 монографий, соавтором и ответственным редактором учебников по истории Башкортостана для средних школ и вузов.

### Научные труды
- Башкирское восстание 1704—1711 гг. Уфа, 1968;
- Башкирское восстание 1735—1736 гг. Уфа, 1977;
- Башкирские восстания XVII — 1-й трети XVIII в. Уфа, 1978;
- Социально-экономическое развитие Башкирии во второй пол. XVI — 1-й пол. XVIII в. Уфа, 1981;
- Башкирские восстания в XVIII в. Уфа, 1987;
- Башкирия в составе Российского государства в XVII — 1-й пол. XVIII в. Свердловск, 1991;
- Башкирские восстания в XVII — нач. XVIII в. Уфа, 1993.
- История Башкортостана в двух томах. Ответ.редактор Акманов И. Г. Т. I . Уфа, 2004; Т. II. Уфа, 2005.
- История и современность. Уфа: Изд-во «Пед.книга», 2008.
- Акманов И. Г. Башкирские восстания XVII—XVIII веков — феномен в истории народов Евразии. — Уфа: Китап, 2016. — 376 с. — 1500 экз. — ISBN 978-5-295-06448-7.

## Награды и звания
- Заслуженный деятель науки Башкирской АССР (1985)
- Лауреат Государственной премии Республики Башкортостан в области науки и техники (2003) — за следующие монографии: «Социально-экономическое развитие Башкирии во второй половине XVI — первой половине XVIII в.», «Башкирия в составе Российского государства в XVII — первой половине XVIII в.», «Башкирские восстания XVII — начала XVIII вв.»[2]
- Заслуженный работник высшей школы Российской Федерации (2006)[3]
- Орден Дружбы народов (2008)
- Благодарственное письмо Президента Республики Башкортостан (7 ноября 2013) — за высокие достижения в научной деятельности и многолетний добросовестный труд в системе высшего профессионального образования